# Diana Rádl Rogerová
Diana Rádl Rogerová (* 15. srpna 1972 Hradec Králové) je česká vrcholová manažerka a bývalá řídící partnerka společnosti Deloitte ČR. Současně zastávala i roli Chief Strategic Officera pro Deloitte Central Europe.

## Dětství a rodina
Časné dětství jako dítě Kubánce a Češky strávila na Kubě, do Československa trvale přijela až po rozvodu rodičů ve 12 letech. Je vdaná a má jednoho syna narozeného v roce 2008. Hovoří španělsky, anglicky a česky.[zdroj?]

## Vzdělání a profesní kariéra
V letech 1992–1996 vystudovala Vysokou školu ekonomickou v Praze a po ukončení studia nastoupila do společnosti Deloitte na pozici asistentky auditu. V hierarchii firmy se postupně dostala, v roce 2016 převzala vedení Deloitte v České republice a v roce 2020 nastoupila navíc do funkce Chief Strategic Officer pro země střední a východní Evropy a většiny západoevropských zemí. V rámci této role byla zároveň součástí globálního týmu Deloitte, který určuje celosvětový směr strategie firmy.[zdroj?]
V roce 2022 investovala do Semantic Visions skupiny Pale Fire Capital.
Za svou manažerskou a inovativní činnost byla zařazena do žebříčku TOP 25 žen Česka, který vydává mediální společnost Economia a časopis Forbes ji opakovaně zařadil do žebříčku nejvlivnějších žen. Věnuje se také mentoringu a přednáší na konferencích o tématech ženského leadershipu a nových technologiích.[zdroj?]
Je členkou Asociace autorizovaných účetních znalců (ACCA), auditorkou s licencí Komory auditorů ČR a vlastní profesní kvalifikaci v oblasti IFRS (DipIFR).[zdroj?]